# Habenaria cardiostigmatica
Habenaria cardiostigmatica är en orkidéart som beskrevs av João Aguiar Nogueira Batista och Bianch. Habenaria cardiostigmatica ingår i släktet Habenaria och familjen orkidéer. Inga underarter finns listade i Catalogue of Life.